# 7月15日殉教者の橋駅
7月15日殉教者の橋駅（しちがつじゅうごにちじゅんきょうしゃのはしえき、トルコ語:15 Temmuz Şehitler Köprüsü Metrobüs İstasyonu）はトルコのイスタンブールユスキュダルにある、メトロビュスの駅。

## 歴史
2009年3月3日に開業。 

## 駅構造

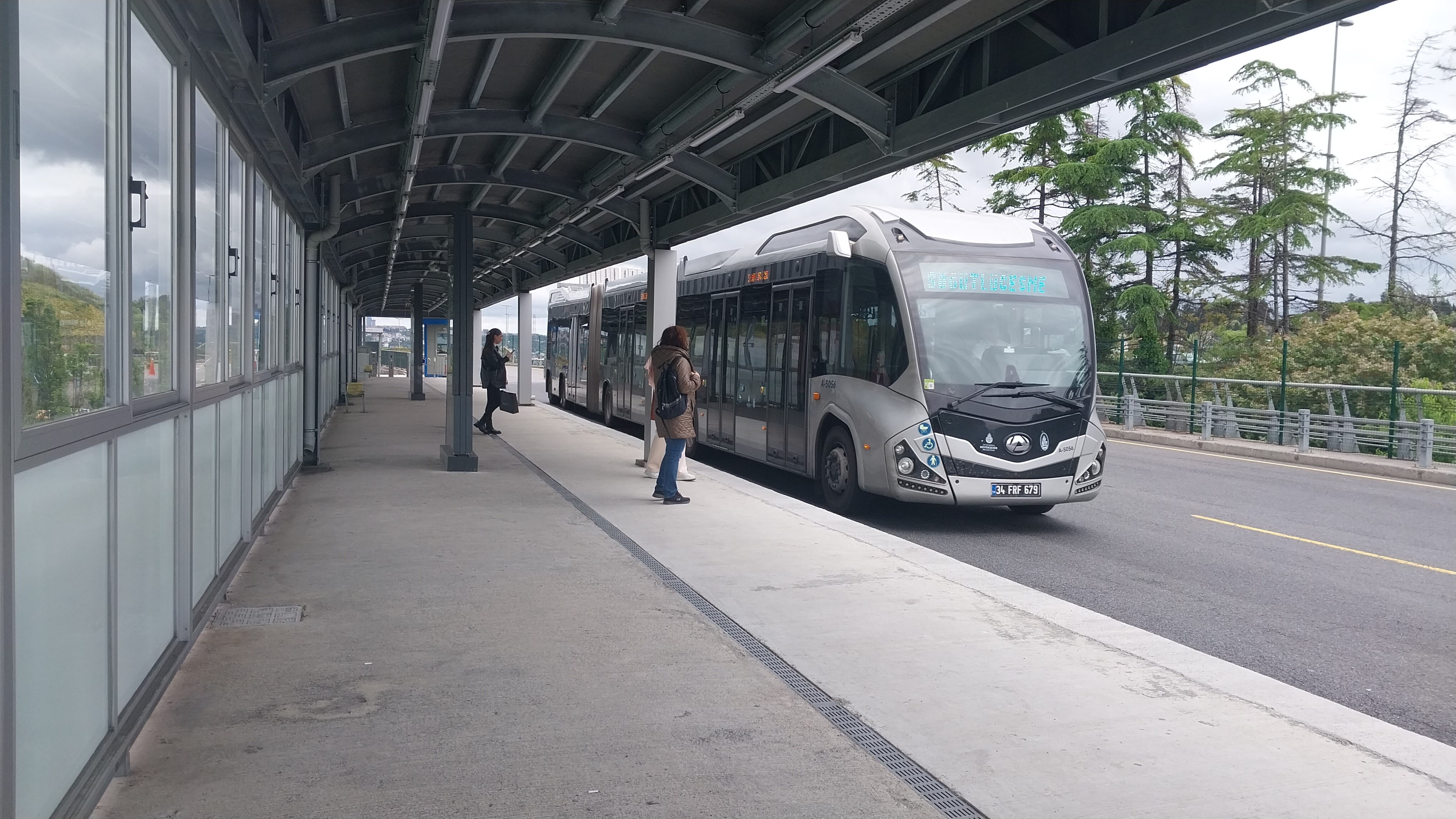
のりば

高速道路1号線の両脇にホームがある、相対式2面2線構造の盛土上の地上駅。メトロビュス専用軌道は7月15日殉教者の橋区間は設けられてないため、当駅以西から7月15日殉教者の橋を渡るまでは高速道路1号線と合流する。出口は高速道路1号線の下にある4車線道路に通じており、階段及びエレベーターでアクセスができる。

### のりば
| ジンシルリクユ ↑ 1 \| 2 ↓ ブルハニエ |                     |                                            |
| 1                                    | 34A, 34AS, 34G, 34Z | ソウトリュチェシュメ方面                   |
| 2                                    | 34A                 | ジェヴィズリバー方面                       |
| 2                                    | 34AS                | スタンブール大学アウジュラルキャンパス方面 |
| 2                                    | 34G                 | ベイリクドゥズ・ソンドゥラク方面           |
| 2                                    | 34Z                 | ジンチルリクユ方面                         |

## 駅周辺
- 7月15日博物館（トルコ語版）
- ナッカシュテペ国立庭園（トルコ語版）
- グローバルターミナルサービス（Global Terminal Hizmetleri）

## 隣の駅
İETT（ メトロビュス）
34A、34AS、34G、34Z系統
ブルハニエ駅 - 7月15日殉教者の橋駅 - ジンシルリクユ駅